# Reginaldo (futebolista)
Reginaldo Lopes de Jesus, ou simplesmente Reginaldo, (Salvador, 22 de fevereiro de 1993) é um futebolista brasileiro que atua como lateral-direito. Atualmente está no Juventude.

## Carreira
Em 2022 Reginaldo estava no CRB e o seu objetivo principal era focar na sua evolução dentro do clube.
No ano seguinte jogou o Paulistão de 2023 pelo Água Santa, sendo um dos destaques do campeonato, participando da seleção dos melhores da competição.
Em sequência assinou com Juventude para a disputa da Série B.
Em 2024 acertou com Ordabasy do Cazaquistão, no clube disputou a fase inicial da Liga Conferência, após 19 jogos termina seu vínculo com o clube e retorna ao Juventude para o Brasileirão de 2025.

## Títulos
Athletico Paranaense 
- Copa Sul-Americana: 2018[5]

 Atlético Goianiense 
- Campeonato Goiano de Futebol: 2019[5]

 CRB 
- Campeonato Alagoano de Futebol: 2022[5]